# River Warren

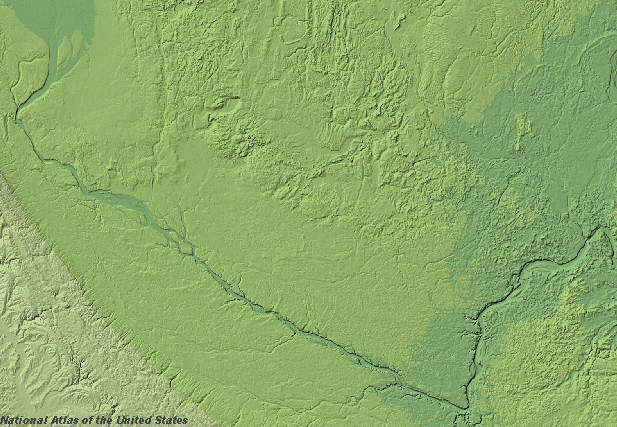
Das Tal des River Warren im Reliefbild. Oben links (Nordwesten) das Bett des Lake Agassiz; sein Abfluss durchbrach die U-förmige Big Stone Moraine bei Traverse Gap. Am äußeren rechten Bildrand ist der Bogen des Mississippi River bei Saint Paul zu erkennen. Unmittelbar westlich (fast unsichtbar) ist das Tal des Mississippi oberhalb seiner Einmündung in das Tal des River Warren bei Fort Snelling zu sehen.

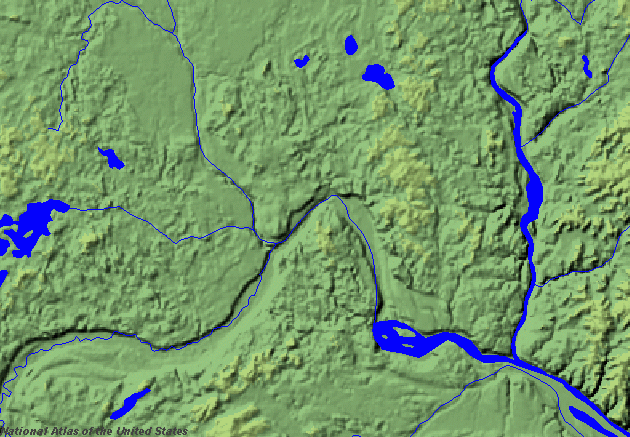
Dieses Reliefbild zeigt die Region Minneapolis-St. Paul. Das weite Urstromtal des River Warren kommt vom Südwesten. Der Mississippi kommt von Nordwesten ungefähr in Bildmitte. Am rechten Bildrand der St. Croix River mit seinen Stauseen, von Norden kommend. Die heutigen Flüsse sind für ihre jeweiligen Täler viel zu klein. Die Aufweitung des Mississippi im Südosten ist der Stauraum von Lock and Dam No. 2.

River Warren (englisch auch Glacial River Warren) war ein prähistorischer Urstrom, der den Agassizsee in der Mitte Nordamerikas in der Zeit von vor 11.700 und 9.400 Jahren entwässerte. Die enorme Wassermenge, die aus dem See austrat, schuf ein mächtiges Tal, das heute von dem viel kleineren Minnesota River und dem Oberlauf des Mississippi Rivers durchflossen wird.
Der Agassizsee wurde durch die Schmelzwasser des Laurentidischen Eisschildes gebildet, als während der Wisconsin-Vergletscherung der letzten Kaltzeit der Eisschild den Abfluss des Wassers nach Norden verhinderte. Der Agassiz war eine große Wasseransammlung, ungefähr 200 Meter tief und zu verschiedenen Zeiten bedeckte er eine Fläche von 300.000 Quadratkilometern. Der Wasserstand stieg bis vor etwa 11.700 Jahren an, bis er schließlich die Big Stone Moraine überwand, die von der sich zurückziehenden Vergletscherung geschaffen worden war. Bei Browns Valley, Minnesota schnitt das abfließende Wasser, dessen Schüttung teilweise katastrophale Ausmaße annahm eine Schlucht durch die Moräne, die etwa 1,6 Kilometer breit und etwa 40 Meter tief ist und heute unter dem Namen Traverse Gap bekannt ist.
Hier begann der Urstrom River Warren. Von seiner Entstehung an bis zum völligen Versiegen des südlichen Abflusses des Agassizsees strömten durch die Traverse Gap die Schmelzwasser des Laurentidischen Eisschildes ins Tal des Mississippi. Allerdings geschah dies nicht kontinuierlich, sondern durch das Vorrücken und Zurückziehen des Eisschildes und dessen Eisdicke während verschiedener Klimaphasen entstanden isostatische Veränderungen des Landniveaus, die ihrerseits andere Abflüsse des Sees zum Meer ermöglichten oder blockierten.
Während seines Bestehens schnitt sich der Urstrom in die Landschaft ein und erodierte ein bis zu 8 Kilometer breites und 80 Meter tiefes Tal. Dieses Tal beginnt an der Traverse Gap bei Browns Valley, Minnesota, führt südwestlich nach Mankato und dreht dann nach Nordosten zu den Twin Cities, wo der verhältnismäßig kleinere Mississippi River in den Urstrom mündete. River Warren unterschnitt den kleineren Fluss an der Stelle von Fort Snelling und schuf Wasserfälle, die seitdem durch rückschreitende Erosion den Mississippi aufwärts gewandert sind und jetzt die Wasserfälle Minnehaha Falls und Saint Anthony Falls in Minneapolis bilden. Von Fort Snelling führt das Tal weiter nach Nordosten zum heutigen Saint Paul und dreht dann nach Südosten in Richtung Prescott, wo der St. Croix River mündet, der selbst einst ein Abfluss eines anderen eiszeitlichen Sees war, dem Duluthsee im westlichen Teil des heutigen Oberen Sees. Von seinem Zusammenfluss mit dem St. Croix führt das Tal nach Südosten, wo heute die Grenzen zwischen Minnesota und Wisconsin liegen. River Warren bewirkte die Bildung von kliffartigen Uferabschnitten in den Tälern des Minnesota und des Mississippi und trug zur Bildung des Lake Pepin bei.
Ungefähr vor 9400 Jahren zog sich der Eisschild so weit zurück, dass der Agassizsee dauerhaft einen anderen Abfluss nehmen konnte und unter die Höhe der Traverse Gap absank. River Warren versiegte. Das Einzugsgebiet des Agassizsee speist heute den Red River of the North, der nach Norden fließt und schließlich in die Hudson Bay mündet. Das obere Tal des River Warren in der Traverse Gap durchfließen nun der Little Minnesota River, der in den Big Stone Lake mündet und der Minnesota River, der das einstige Urstromtal bis zu seinem Zusammenfluss mit dem Mississippi folgt. Beide Ströme besetzen nur einen Abschnitt des früheren Bettes des River Warren.

## Namensgebung
Die Hydrologie der übergroßen Täler wurde zuerst 1868 durch General Gouverneur Kemble Warren erklärt. Er untersuchte die Region auf der Suche nach einer möglichen Route für die transkontinentale Eisenbahn. Nach seinem Tode wurde der prähistorische Flusslauf zu sein Ehren River Warren genannt.

## National Natural Landmark
Unter dem Namen Ancient River Warren Channel sind 101.560 Acre in den Countys Big Stone, Grant, Roberts und Traverse seit 1966 als National Natural Landmark eingetragen.